# ستين شارس
ستيفانوس يوهانيس تشارس (بالهولندية: Stijn Schaars) (مواليد 11 يناير 1984 في غيندت) لاعب كرة قدم هولندي يلعب حاليا لصالح نادي إيه زد ألكمار الهولندي.

## مسيرته الكروية
لعب ستين شارس خلال مسيرته الاحترافية مع 6 أندية في ثمانية عشر موسمًا وسجل خلالها 19 هدفًا ضمن 315 مباراة. ولم يفز بأي موسم بالكأس وفاز في ثلاثة مواسم بالدوري.
خاض ستين شارس مسيرته مع نادي فيتيسه آرنهم في موسم 2002–03 واستمر معه طيلة ثلاثة مواسم، مشاركًا في 44 مباراة سجل خلالها 4 أهداف. ثم انتقل إلى نادي إي زد ألكمار في موسم 2005–06 ليلعب معه ستة مواسم، حيث شارك في 129 مباراة سجل خلالها 7 أهداف. لينتقل بعدها إلى نادي سبورتينغ لشبونة في موسم 2011–12 ولمدة موسمين، مشاركًا في 37 مباراة سجل خلالها 3 أهداف. ثم انتقل إلى نادي آيندهوفن في موسم 2013–14 واستمر معه طيلة ثلاثة مواسم، مشاركًا في 41 مباراة ولم يسجل أي هدف. هذا وانتقل لاحقًا إلى نادي هيرنفين في موسم 2016–17 واستمر معه طيلة ثلاثة مواسم، مشاركًا في 58 مباراة سجل خلالها 4 أهداف.

## روابط خارجية
- ستين شارس على موقع الاتحاد الدولي (مؤرشف)  (الإنجليزية)
- ستين شارس على موقع الاتحاد الأوربي (الإنجليزية)
- ستين شارس على موقع قاعدة بيانات كرة القدم.إي يو (الإنجليزية)
- ستين شارس على موقع ناشيونال فوتبول تيمز (الإنجليزية)
- ستين شارس على موقع Soccerway.com (الإنجليزية)
- ستين شارس على موقع عالم كرة القدم.نت (الإنجليزية)
- ستين شارس على موقع كووورة
- ستين شارس على موقع AS.com (الإسبانية)